# Selecció belga de corfbol
La selecció belga de corfbol és dirigida per la Koninklijke Belgische Korfbalbond (KBKB) i representa Bèlgica a les competicions internacionals de corfbol. La federació va ser fundada l'any 1921 i té la seu a Deurne.
L'onze de juny de 1933 va ser una de les fundadores de la Federació Internacional de Corfbol juntament amb la Federació dels Països Baixos.
La Federació Belga organitzarà el Campionat del Món 2015.

## Història
| Campionat del Món |                      |                           |               |
| Any               | Campionat            | Seu                       | Classificació |
| 1978              | 1r Campionat del Món | Amsterdam (Països Baixos) | 2a plaça      |
| 1984              | 2n Campionat del Món | Anvers (Bèlgica)          | 2a plaça      |
| 1987              | 3r Campionat del Món | Makkum (Països Baixos)    | 2a plaça      |
| 1991              | 4t Campionat del Món | Anvers (Bèlgica)          | Campiona      |
| 1995              | 5è Campionat del Món | Nova Delhi (Índia)        | 2a plaça      |
| 1999              | 6è Campionat del Món | Adelaida (Austràlia)      | 2a plaça      |
| 2003              | 7è Campionat del Món | Rotterdam (Països Baixos) | 2a plaça      |
| 2007              | 8è Campionat del Món | Brno (República Txeca)    | 2a plaça      |
| 2011              | 9è Campionat del Món | Shaoxing (Xina)           | 2a plaça      |

| World Games |                 |                           |               |
| Any         | Campionat       | Seu                       | Classificació |
| 1985        | 2ns World Games | Londres (Anglaterra)      | 2a plaça      |
| 1989        | 3rs World Games | Karlsruhe (Alemanya)      | 2a plaça      |
| 1993        | 4ts World Games | The Hague (Països Baixos) | 2a plaça      |
| 1997        | 5ns World Games | Lahti (Finlàndia)         | 2a plaça      |
| 2001        | 6ns World Games | Akita (Japó)              | 2a plaça      |
| 2005        | 7ns World Games | Duisburg (Alemanya)       | 2a plaça      |
| 2009        | 8ns World Games | Kaohsiung (Taiwan)        | 2a plaça      |

| Campionat d'Europa |                       |                    |               |
| Any                | Campionat             | Seu                | Classificació |
| 1998               | 1r Campionat d'Europa | Portugal           | 2a plaça      |
| 2002               | 2n Campionat d'Europa | Catalunya          | 3a plaça      |
| 2006               | 3r Campionat d'Europa | Budapest (Hongria) | 2a plaça      |
| 2010               | 4t Campionat d'Europa | Països Baixos      | 2a plaça      |
| 2014               | 5è Campionat d'Europa | Portugal           | 2a plaça      |